# 豆海站
豆海站是位于黑龙江省泰来县豆海村的一个铁路车站，邮政编码162406。车站建于1926年，有平齐铁路经过该站，现仅办理货运，不办理客运业务，车站及其上下行区间均未电气化。车站距离四平站491公里，隶属哈尔滨铁路局，是四等站。